# De Klencke
De Klencke is een havezate nabij de plaats Oosterhesselen in de Nederlandse gemeente Coevorden. Het landgoed omvat naast de havezate een vijftal boerderijen met ongeveer 200 hectare land. In 1961 is het landgoed door de toenmalige eigenaresse, mevrouw E.J. Goddard-van der Wyck (1879-1961), nagelaten aan de Vereniging Natuurmonumenten. De havezate en het bijbehorende bouwhuis zijn in 1976 gerestaureerd.

## Naam
Waarschijnlijk wijst de naam Klencke op een ondiepte in het Drostendiep: in de bocht van deze beek liggen zowel de havezate, als het gelijknamige gehucht.

## Geschiedenis
Het is onbekend wanneer het huis precies gebouwd is. In 1558 kwam het huis in het bezit van Herman van Welvelde, ette in het dingspel Zuidenveld en vertegenwoordiger van Drenthe in 1580 in de Staten-Generaal. Zijn zoon Johan behoorde in 1602 tot de Ridderschap van Drenthe. De Klencke komt voor in de resoluties van 1617 en 1646 van de Landschap Drenthe als een erkende havezate. De bewoners van een havezate beschikten over diverse rechten, onder andere het collatierecht om de plaatselijke predikant, koster en onderwijzer te mogen benoemen.
Door vererving kwam De Klencke in 1687 in het bezit van leden van de familie Van Dongen. Een van hen was Cornelis van Dongen tot de Klencke, die van 1743 tot 1748 drost van Drenthe was. Naar hem werd de beek bij De Klencke het Drostendiep genoemd. In 1782 verkreeg baron Haro Caspar von Innhausen und Kniphausen de havezate in eigendom. Op zijn verzoek in 1786 om op grond hiervan toegelaten te worden tot de Ridderschap werd in 1788 door de partijen in de Landdag om aanvullende informatie over zijn adellijke afkomst gevraagd. Tot een afhandeling van het verzoek is het niet meer gekomen. Na zijn overlijden kwam het huis via zijn schoonzoon in het bezit van de familie Van der Wyck. Zowel Von Inn- en Kniphausen als zijn schoonzoon Derk Jan van der Wijck (1760-1847) behoorden tot de patriottische beweging.
In de twintigste eeuw kreeg de havezate een andere bestemming. In de jaren dertig werden er een jeugdherberg en een tehuis van de geheelonthouding in ondergebracht. Ook diende het in de crisistijd als onderkomen voor werklozen. In de Tweede Wereldoorlog diende het enige tijd als bordeel. En na de Tweede Wereldoorlog kreeg het een sociaal-culturele bestemming en heeft het jarenlang dienstgedaan als vormingscentrum van de Nederlandse Hervormde Kerk. Dit vormingscentrum De Klencke is in 1974 verhuisd naar de nieuwe locatie aan het Wittezand in Oosterhesselen en wordt thans gebruikt als jongerenopvangcentrum. De havezate wordt thans weer particulier bewoond.

## Boerderijen
Behalve het gebouw "de Klencke" telt het landgoed nog vijf boerderijen. Direct tegenover de havezate ligt de "Hovinghoeve". Deze boerderij met "underschoer" is, na een brand in 1990, in de oorspronkelijke staat herbouwd. Door de Vereniging Natuurmonumenten is er een loopstal in de vorm van een traditionele Drentse boerderij bijgebouwd. Even verderop ligt aan de Oude Tolhuisweg het oude Tolhuis. Deze lag aan de oude verbinding Coevorden – Groningen, deze weg kruiste net voorbij de Klencke het Drostendiep.

## Landerijen
In de 18e eeuw is rondom de havezate een landschap ontstaan van verschillende landbouwgronden afgewisseld door loofbos. Oosterhesselen is van oorsprong een esdorp, met verschillende bouwlanden zoals de Loo-es en de Klenckeres. Het beekdal de Kerkhorsten bestaat nog uit de oorspronkelijke smalle, langwerpige perceelscheidingen, herkenbaar aan de elzensingels die loodrecht op de beek staan. Aan de randen van het beekdal bevinden zich op enkele plekken eikenwallen. Ten zuiden van de essen en de Havezate ligt het Klenckerveld, een heidegebied waar heideschapen grazen. Dit alles behoort tot het landgoed De Klencke. De afwisselende vegetatie levert ook een diversiteit aan diersoorten, die in het gebied voorkomen, op.
Huis te Ansen · Batinge · Ter Borch · Huis ten Clooster · Kasteel van Coevorden · Dunningen · Huis te Echten · Entinge · Huis ter Hansouwe · Havixhorst · De Kinkhorst · De Klencke · Laarwoud · Lemferdinge · Mensinga · Mensinge · Oldengaerde · Oldenhave · Overcinge · Huis te Peize · Rheebruggen · Huis te Westervelde · Vledderinge · Westrup · Wittesheuvel